# Princípio do Não-Custo
O Princípio do Não-Custo, ou Princípio do Não Custo, preza por enxergar a tradicional fórmula "Preço = Custo + Lucro" de uma outra forma. Pelo Princípio do Não-Custo, o mais correto a se pensar nesse caso é Preço – Custo = Lucro.
Com a fórmula tradicional, o aumento do lucro é alcançado através do repasse dos custos de fabricação ao preço final do produto. Com isso, a precificação do produto fica dependente das oscilações do mercado, e o fornecedor acaba transferindo ao cliente os custos adicionais decorrentes da eventual ineficiência de seus processos de produção. Já pelo Princípio do Não-Custo, o lucro é alavancado reduzindo-se os custos de fabricação. Essa nova forma de se enxergar esta conta permitiu à Toyota tornar-se competitiva no mercado, dando origem ao que mais tarde seria conhecido como produção enxuta.